# Monodonta vermiculata
Monodonta vermiculata, common name the toothed topshell, là một loài ốc biển, là động vật thân mềm chân bụng sống ở biển thuộc họ Trochidae, họ ốc đụn.

## Phân bố
Loài này thường gặp ở the Red Sea.